# 沃野镇
沃野镇，是中國歷史上南北朝時北魏防衛柔然的六大軍鎮之一。
魏太武帝置沃野镇，治所开始在汉沃野县故城（今内蒙古自治区磴口县布隆淖东北巴拉亥附近河拐子古城，一说在今五原县东北乌加河北），魏孝文帝太和十年（486年）迁治汉朔方县故城（今内蒙古杭锦旗北黄河南什拉召附近）。正始后又迁黄河北，今内蒙古乌拉特前旗北苏独仑（西沙梁）乡根子场村古城。与柔玄镇、怀荒镇、武川镇、抚冥镇、怀朔镇并称六镇，是六镇中从东到西第六镇，即最西一镇。管理河套以北地区柔然降人。523年，沃野镇人破六韩拔陵反魏，各镇纷纷响应，六镇之乱开始。525年，柔然可汗阿那瓌为魏率众十万讨伐，从武川镇西向沃野，连战连捷。